# Apogon atradorsatus
 Apogon atradorsatus és una espècie de peix de la família dels apogònids i de l'ordre dels perciformes.

## Morfologia
Els mascles poden assolir els 8,9 cm de longitud total.

## Distribució geogràfica
Es troba al sud-est del Pacífic: Illes Galápagos.